# مرصد ويبل
مرصد ويبل أو مرصد فريد لورانس ويبل  هو مرصد فلكي أمريكي يمتلكه ويديره مرصد سميثسونيان للفيزياء الفلكية (SAO) ؛ إنه أكبر موقع لهم خارج موقعهم الرئيسي في كامبريدج ، ماساتشوستس . ويقع المرصد بالقرب من أمادو بولاية أريزونا على احدى القمم من سلسلة الجبال وعند سفح جبل هوبكنز .
تشمل الأنشطة البحثية التصوير والتحليل الطيفي للأجرام خارج المجرة والنظام الشمسي والأجسام خارج المجموعة الشمسية، بالإضافة إلى رصد أشعة جاما الأتية من نجوم ومجرات وكذلك رصد الأشعة الكونية بغية التعمق في فهم الفيزياء الفلكية.

## تاريخ
في عام 1966 ، بدأت أعمال الإنشاء في الموقع الحالي بتمويل من مرصد مؤسسة سميثسونيان جبل هوبكنز. تم بناء تلسكوب ويبل لأشعة جاما بقطر 10 أمتار في عام 1968.
كان يُعرف سابقًا باسم مرصد ماونت هوبكنز ، وقد أعيدت تسمية المرصد في أواخر عام 1981 تكريما لفريد لورانس ويبل ، خبير الكواكب ورائد علوم الفضاء والمدير الفخري لـمرصد سميثسونيان للفيزياء الفلكية ، الذي تم تحت إشرافه إنشاء مرفق أريزونا.

## معدات

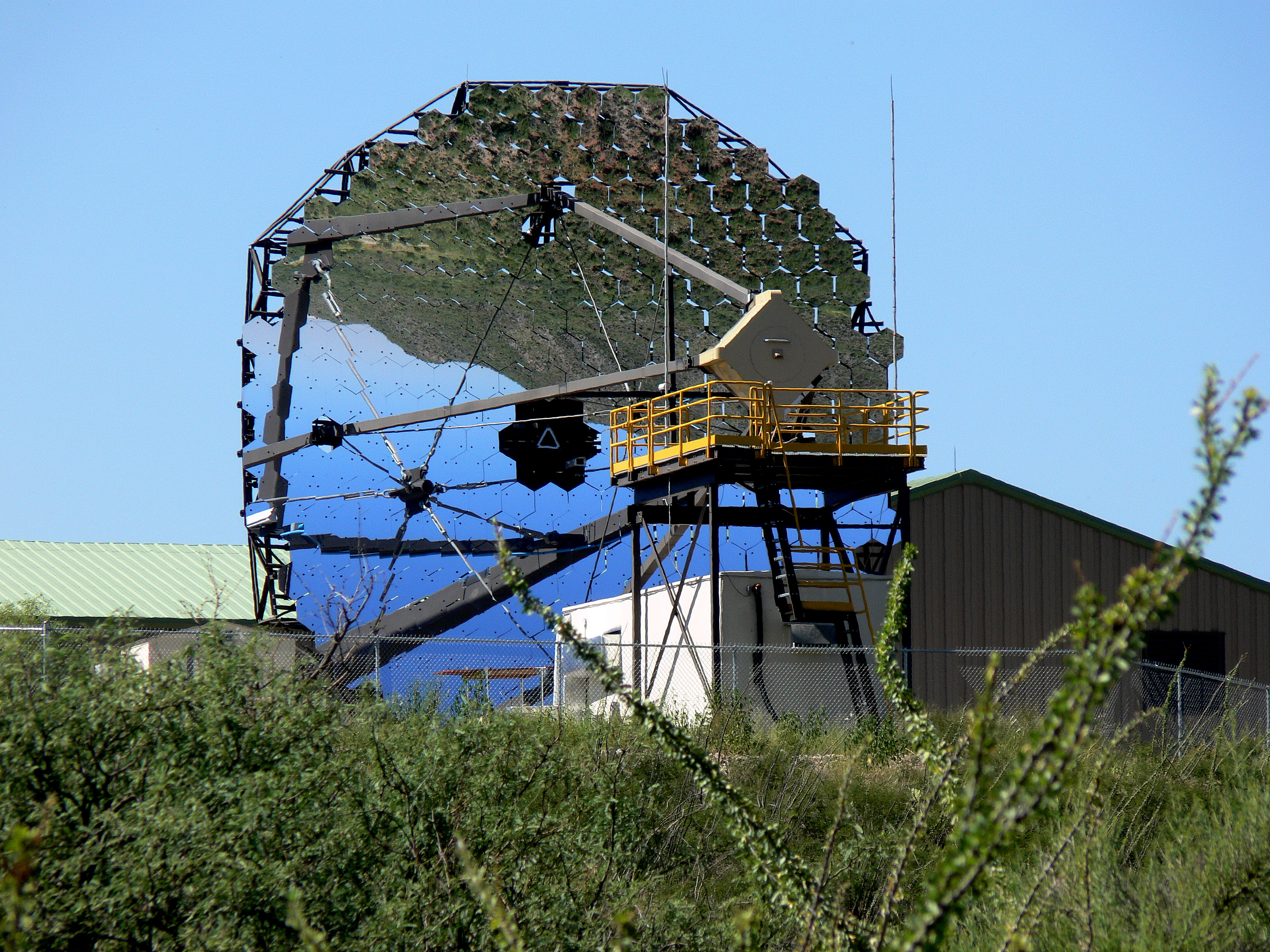
مرايا على أحد أجهزة الرصد VERITAS

يستضيف مرصد ويبل مرصد التلسكوب متعدد المرايا (مرصد MMT) ، الذي يديره بشكل مشترك SAO وجامعة أريزونا ويضم تلسكوبًا بطول 6.5 متر. يحتوي المرصد أيضًا على عاكسات بطول 1.5 و 1.2 متر وعاكس ثان بطول 1.3 متر يسمى     Peters Automated IR Imaging Telescope  مختصرا  PAIRITEL ؛ وهذا يرصد الأشعة تحت الحمراء. 
يوجد أيضًا في نفس الموقع  شبكة المقاريب المجرية المشغلة ذاتيا HATNet  ، ومشروع ميرث MEarth Project ، وأربعة تلسكوبات بقطر 0.7 متر من مصفوفة السرعة الشعاعية الآلية للكواكب الخارجية المصغرة (MINERVA).
يُعرف المرصد بعمله الرائد في علم فلك أشعة جاما الأرضية من خلال تطوير تقنية تصوير الغلاف الجوي Cherenkov (IACT) باستخدام تلسكوب Whipple الذي يبلغ قطره 10 أمتار خلال أوائل الثمانينيات. من المنتظر حاليا أن يتوقف التلسكوب ويبل ذو القطر 10 متر عن العمل بعد أربعين عامًا من الخدمة.
في أبريل 2007 ، بدأ نظام VERITAS (نظام من 4 تلسكوبات IACT بعاكسات بطول 12 مترًا) عملياته الكاملة في الموقع الأساسي FLWO. بعد ذلك، في سبتمبر 2009 ، بعد جهد دام 4 أشهر، تم نقل أحد التلسكوبات إلى موضع جديد، مما جعل المصفوفة متناطرة بغرض زيادة حساسيتها.

## روابط خارجية
- Arizona.edu: مرصد فريد لورانس ويبل نسخة محفوظة 21 فبراير 2022 على موقع واي باك مشين.
- Harvard.edu: مركز زوار مرصد ويبل